# Copa Brasil de Voleibol Feminino de 2020
A Copa Brasil de Voleibol Feminino de 2020 foi a nona edição desta competição organizada pela Confederação Brasileira de Voleibol através da Unidade de Competições Nacionais. Participarão do torneio oito equipes, de acordo com a posição delas no primeiro turno da Superliga Brasileira A 2019-20., prevista a primeira fase para 21 de janeiro de 2020 com mando de jogo dos times com melhores índices técnicos no turno supracitado, as semifinais serão disputadas no dia 31 de janeiro de 2020 e a grande final em 1 de fevereiro de 2020
na cidade de  Jaraguá do Sul, Santa Catarina

## Regulamento
Classificaram-se para a disputa da Copa Brasil de 2020 as oito melhores equipes do primeiro turno da fase classificatória da Superliga Série A 2019/2020. O torneio foi disputado em sistema de eliminatória simples, em jogos únicos, dividido em três fases: quartas-de-final, semifinais e final.
Nas quartas-de-final, os confrontos foram baseados na posição de cada participante da tabela da referida Superliga Brasileira A, conforme a seguir: 1º x 8º,  2º x 7º , 3º x 6º  e  4º x 5º  os vitoriosos destas partidas passam às semifinais, a partida semifinal será entre o Vencedor (1º x 8º) x Vencedor (4º x 5º) e na outra partida da referida fase teremos o Vencedor (2º x 7º) x Vencedor (3º x 6º), definindo assim os dois finalistas. Os jogos da quartas-de-final tiveram como mandantes os quatro melhores times da Superliga Brasileira A, e as semifinais e a final foram realizadas no Arena Jaraguá, Jaraguá do Sul (CS).
A  classificação  de  5º  a  8º  será de  acordo  com  o  índice  técnico  da  fase classificatória. A  classificação  de  3º  e  4º  será  definida  de  acordo  com  o índice técnico da Fase Classificatória, dentre os perdedores participantes da semifinal.

## Participantes
| Equipe            | Cidade         | Ginásio                 | Capacidade | Posição na temporada 2019/20 |
| ----------------- | -------------- | ----------------------- | ---------- | ---------------------------- |
| Sesc-RJ           | Rio de Janeiro | Tijuca Tênis Clube      | 3 000      | 1º                           |
| Praia Clube       | Uberlândia     | Arena Praia             | 3 000      | 2º                           |
| Minas             | Belo Horizonte | Arena Minas Tênis Clube | 3 650      | 3º                           |
| Osasco            | Osasco         | José Liberatti          | 4 500      | 4º                           |
| Sesi/Vôlei Bauru  | Bauru          | Panela de Pressão       | 2 000      | 5º                           |
| Fluminense        | Rio de Janeiro | Ginásio do Hebraica     | 1 000      | 6º                           |
| São Paulo/Barueri | Barueri        | José Corrêa             | 5 000      | 7º                           |
| EC Pinheiros      | São Paulo      | Henrique Villaboim      | 1 100      | 8º                           |

## Resultados
|  | Quartas-de-final | Quartas-de-final  | Quartas-de-final |             |        | Semifinais  | Semifinais | Semifinais |  |  | Final | Final   | Final |
|  |                  |                   |                  |             |        |             |            |            |  |  |       |         |       |
|  | 1º               | Sesc-RJ           | 3                |             |        |             |            |            |  |  |       |         |       |
|  | 8º               | EC Pinheiros      | 2                |             |        |             |            |            |  |  |       |         |       |
|  | 8º               | EC Pinheiros      | 2                |             | 1º     | Sesc-RJ     | 3          |            |  |  |       |         |       |
|  |                  |                   |                  |             | 1º     | Sesc-RJ     | 3          |            |  |  |       |         |       |
|  |                  | 5º                | Sesi/Vôlei Bauru | 0           |        |             |            |            |  |  |       |         |       |
|  | 4º               | 5º                | Sesi/Vôlei Bauru | 0           | Osasco | 1           |            |            |  |  |       |         |       |
|  | 4º               |                   |                  |             | Osasco | 1           |            |            |  |  |       |         |       |
|  | 5º               | Sesi/Vôlei Bauru  | 3                |             |        |             |            |            |  |  |       |         |       |
|  |                  |                   |                  |             |        |             |            |            |  |  | 1º    | Sesc-RJ | 3     |
|  |                  |                   | 2º               | Praia Clube | 1      |             |            |            |  |  |       |         |       |
|  | 2º               | Praia Clube       | 3                |             |        |             |            |            |  |  |       |         |       |
|  | 7º               | São Paulo/Barueri | 1                |             |        |             |            |            |  |  |       |         |       |
|  | 7º               | São Paulo/Barueri | 1                |             | 2º     | Praia Clube | 3          |            |  |  |       |         |       |
|  |                  |                   |                  |             | 2º     | Praia Clube | 3          |            |  |  |       |         |       |
|  |                  | 3º                | Minas            | 1           |        |             |            |            |  |  |       |         |       |
|  | 3º               | 3º                | Minas            | 1           | Minas  | 3           |            |            |  |  |       |         |       |
|  | 3º               |                   |                  |             | Minas  | 3           |            |            |  |  |       |         |       |
|  | 6º               | Fluminense        | 1                |             |        |             |            |            |  |  |       |         |       |

## Quartas de final
A tabela oficial dos jogos foi divulgada em 15 de janeiro de 2020 pela CBV
Resultados
| 21 de janeiro de 2020 19:30 Relatório | Sesc-RJ        | 3 — 2                         | EC Pinheiros   | Tijuca Tênis Clube, Rio de Janeiro Árbitro(s): ND A definir ND A definir |
| 21 de janeiro de 2020 19:30 Relatório | 25 23 25 22 15 | Set 1 Set 2 Set 3 Set 4 Set 5 | 19 25 19 25 12 | Tijuca Tênis Clube, Rio de Janeiro Árbitro(s): ND A definir ND A definir |

| 21 de janeiro de 2020 20:00 Relatório | Osasco      | 1 — 3                   | Sesi/Vôlei Bauru | José Liberatti, Osasco Árbitro(s): ND A definir ND A definir |
| 21 de janeiro de 2020 20:00 Relatório | 22 18 25 22 | Set 1 Set 2 Set 3 Set 4 | 25 23 25         | José Liberatti, Osasco Árbitro(s): ND A definir ND A definir |

| 21 de janeiro de 2020 19:30 Relatório | Praia Clube | 3 — 1                   | São Paulo/Barueri | Arena Praia, Uberlândia Árbitro(s): MG Fernando Souza MG Sérgio Henrique Barbosa Silva MG Edson da Silva Júnior |
| 21 de janeiro de 2020 19:30 Relatório | 25 23 29    | Set 1 Set 2 Set 3 Set 4 | 16 23 25 27       | Arena Praia, Uberlândia Árbitro(s): MG Fernando Souza MG Sérgio Henrique Barbosa Silva MG Edson da Silva Júnior |

| 21 de janeiro de 2020 20:00 Relatório | Minas    | 3 — 1                   | Fluminense  | Arena Minas, Belo Horizonte Árbitro(s): MG Alexandre martins Gomes da Costa MG Ivan Eustáquio Couto Cardoso MG Marcos Fernando Salles |
| 21 de janeiro de 2020 20:00 Relatório | 25 24 25 | Set 1 Set 2 Set 3 Set 4 | 10 16 26 15 | Arena Minas, Belo Horizonte Árbitro(s): MG Alexandre martins Gomes da Costa MG Ivan Eustáquio Couto Cardoso MG Marcos Fernando Salles |

## Semifinal
Resultados
| 31 de janeiro de 2020 19:30 Relatório | Sesc-RJ | 3 — 0             | Sesi/Vôlei Bauru | Arena Jaraguá, Jaraguá do Sul Árbitro(s): SC Patrick Bernard Basso SC Cláudio Medina Júnior |
| 31 de janeiro de 2020 19:30 Relatório | 25      | Set 1 Set 2 Set 3 | 16 14 21         | Arena Jaraguá, Jaraguá do Sul Árbitro(s): SC Patrick Bernard Basso SC Cláudio Medina Júnior |

| 31 de janeiro de 2020 21:30 Relatório | Praia Clube | 3 — 1                   | Minas       | Arena Jaraguá, Jaraguá do Sul Árbitro(s): SC Paulo Luís Beal SC Alexandre de Jesus Coelho |
| 31 de janeiro de 2020 21:30 Relatório | 25          | Set 1 Set 2 Set 3 Set 4 | 18 21 27 20 | Arena Jaraguá, Jaraguá do Sul Árbitro(s): SC Paulo Luís Beal SC Alexandre de Jesus Coelho |

## Final
Resultado
| 1 de fevereiro de 2020 21:30 Relatório | Sesc-RJ | 3 — 1                   | Praia Clube | Arena Jaraguá, Jaraguá do Sul Árbitro(s): SC Paulo Luís Beal SC Cláudio Medina Júnior |
| 1 de fevereiro de 2020 21:30 Relatório | 18 25   | Set 1 Set 2 Set 3 Set 4 | 25 21 23    | Arena Jaraguá, Jaraguá do Sul Árbitro(s): SC Paulo Luís Beal SC Cláudio Medina Júnior |

## Classificação final
| Posição | Equipe            |
| ------- | ----------------- |
|         | Sesc-RJ           |
|         | Praia Clube       |
|         | Minas Tênis Clube |
| 4º      | Sesi/Vôlei Bauru  |
| 5º      | EC Pinheiros      |
| 6º      | São Paulo/Barueri |
| 7º      | Osasco            |
| 8º      | Fluminense        |

| Copa Brasil de Voleibol Feminino |
| Rio de Janeiro                   |
| -------------------------------- |
| Sesc-RJ Campeão (4º título)      |